# مهر در نخستین نیش
«مهر در نخستین نیش» (به انگلیسی: Love at First Sting) آلبومی از اسکورپیونز است که در ۲۷ مارس ۱۹۸۴ منتشر شد.